# Крукенберг, Георг Генрих Петер
Георг Генрих Петер Крукенберг (нем. Georg Heinrich Peter Krukenberg; 16 декабря 1856, Галле — 4 декабря 1899, Бонн) — немецкий гинеколог и физиолог. Происходил из семьи учёных-медиков, внук Петера Крукенберга, брат Германа и Фридриха Эрнста Крукенбергов.

## Биография
Изучал медицину в Галле, в 1879 г. получил степень кандидата наук в Гёттингене. В 1880 г. получил место в университетской клинике в Бонне. В 1883 г. защитил докторскую диссертацию и стал доцентом по гинекологии; в 1894 г. назначен профессором.
Руководил частной гинекологической клиникой. Исследовал влияние ванн различной температуры на температуру тела, происхождение околоплодных вод, функцию почек эмбриона. Предложил мероприятия по профлактике конъюнктивита новорождённых; представил наблюдения истерии.

### Семья
Жена — Эльжбета Крукенберг-Конце (нем. Elsbeth Krukenberg-Conze, 1867—1954), дочь берлинского археолога Александра Конце. После смерти мужа стала известна как феминистка и писательница.
- Сыновья: Густав (1888—1980; бригадефюрер СС, командир 11-й дивизии СС «Нордланд»), Эрнст, Вернер.

## Память
Надгробный памятник с мраморным барельефом Г. Крукенберга на центральном кладбище Брауншвейга работы скульптора Арнольда Крамера.